# Anna Oz
Anna Oz è un film del 1996 diretto da Éric Rochant.

## Trama
Una bella ragazza, Anna Oz, intreccia in un museo veneziano un ambiguo rapporto con il misterioso ladro di quadri Marcello, per poi risvegliarsi nel proprio letto a Parigi. Non sapendo se essere stato ciò un sogno, finisce con il dover essere convocata come testimone di un delitto di cui non ricorda nulla.